# ويل سكينر
ويل سكينر (بالإنجليزية: Will Skinner)‏ هو لاعب اتحاد الرغبي بريطاني، ولد في 8 فبراير 1984 في نورثامبتون في المملكة المتحدة.

## وصلات خارجية
- ويل سكينر عل موقع إسبنسكروم (الإنجليزية)
- ويل سكينر على موقع ItsRugby.co.uk (الإنجليزية)